# 青山真利子
青山 真利子（あおやま まりこ、1980年1月30日- ）は、神奈川県横浜市出身の女優。宝井プロジェクト所属。

## 人物
横浜学院女子高等学校卒。
身長162cm。体重52kg。血液型O型。
趣味は映画鑑賞、舞台鑑賞、読書、美術鑑賞。特技は三味線、藤間流日本舞踊、けん玉。
以前は劇団文化座、フリーを経て、サムライプロモーションに所属していた。

## 出演作品

### テレビドラマ
- 拝み屋怪談II（2019年、BSテレビ東京）
- ウルトラシリーズ（テレビ東京）
  - ウルトラマンタイガ 第6話（2019年） - 主婦
  - ウルトラマントリガー NEW GENERATION TIGA 第8話（2021年） - 逃げ惑う人々
  - ウルトラマンデッカー 第20話（2022年） - 建設作業員の妻
  - ウルトラマンブレーザー 第15話（2023年） - 通行人のおばさん
- NHKスペシャル / パラレル東京（2019年、NHK）
- 火曜ドラマ / 18/40〜ふたりなら夢も恋も〜 第5話（2023年、TBS） - ゆかり
- ワカコ酒 Season7 第7夜（2023年、BSテレビ東京） - 客

### 配信ドラマ
- ゆうべはお楽しみでしたね 外伝I（2019年、U-NEXT）

### 映画
- 12人のイカれたワークショップ（2021年）
- 記憶2 少年たちの追憶と贖罪（2023年）

### 舞台
- 天国までの百マイル（2004年、劇団文化座）※デビュー作[4]
- こんにちは、おばあちゃん （2009年）
- 千羽鶴（2012年）
- M’sGarden「ル坂の三兄弟」 - 中垣内春美
- ラフカット2016「テオリ」 - 四万十川澄
- M’sサテライト公演「岸田國士-募集」
- ジグジグ・ストロングシープス・グランドロマン
  - 3rd zig 「ナホトカ」（2017年）
  - 4th zig 「ママ、ハラペーニョ!」、「幕張の女」（2018年）
  - 6th zig 「円盤屋ジョニー」第1話「晩秋に吠えろ」（2018年）
  - 11th zig 「石を投げる女がいて」（2022年）
  - 12th zig 「since1991」（2023年）
  - 13th zig 「電撃メトロ」（2024年）
- APOCシアターひとり芝居フェスティバル「I Pray vol.3-シとレイとアタシと-」（2020年）
- 石を投げる女がいて（2022年）
- 電撃メトロ（2024年）
- 薔薇十字団・渋谷組（2024年）
- 1991
- フルハウス

### 吹き替え
- デッドリー・アフェア
- トラブルメーカー - 祖母

### ラジオ
- How do you feel!?「鳩子の部屋」（鎌倉FM） - ナレーション、鳩子、鳩ばぁ

### その他
- WEBドラマ「ブロックサイン」 - 監督